# Лайси (Браневський повіт)
Лайси (пол. Łajsy, нім. Layß) — село в Польщі, у гміні Пененжно Браневського повіту Вармінсько-Мазурського воєводства.
Населення — 227 осіб (2011).
У 1975-1998 роках село належало до Ельблонзького воєводства.

## Демографія
Демографічна структура станом на 31 березня 2011 року:
|          | Загалом | Допрацездатний вік | Працездатний вік | Постпрацездатний вік |
| -------- | ------- | ------------------ | ---------------- | -------------------- |
| Чоловіки | 109     | 20                 | 76               | 13                   |
| Жінки    | 118     | 20                 | 62               | 36                   |
| Разом    | 227     | 40                 | 138              | 49                   |